# アルホルチン旗
アルホルチン旗（アルホルチンき、モンゴル語：ᠠᠷᠤ
ᠬᠣᠷᠴᠢᠨ
ᠬᠣᠰᠢᠭᠤ　転写：Aru Qorčin qosiɣu）は、中華人民共和国内モンゴル自治区赤峰市に位置する旗。地方政府はチャバグ・バルガス（天山鎮）にある。

## 語源
「アル」はモンゴル語で「山陰」を意味し、アルホルチンの元となった部族がハンガイ山の北側で遊牧生活を営んでいたことに由来する。

## 歴史
アルホルチン旗は、遼の上京臨潢府、金の大定府の北辺に相当する。元代には遼王の分封地とされた。
旗の起源となったアルホルチン部族は、チンギス・カンの弟ジョチ・カサルを祖とする。
ジョチ・カサルの15世孫であるバグンノヤン（巴袞諾顔）は、1425年ごろにオイラート部族の攻撃を避けてフルンボイルに移住し、バグンノヤンの長子コンドリンダイチンは自らが率いる部衆をアルホルチン（阿魯科爾沁）と号した。
17世紀初頭にアルホルチンは後金（後の清）に帰順し、明との戦争に協力する。1634年にアルホルチン地域に前後両旗が設置された、1636年に両旗が合併してアルホルチン旗が成立した。アルホルチン旗は、建国期の功績によって清の皇室から厚遇を受けた。アルホルチン旗のジャサク（首長）である歴代のドロイ・ベイレ（多羅貝勒）は、旗に相当する地域を遊牧地としていた。
1634年当時の地域の戸数は4,000であったが、清末に漢人の農民の移住が活発になる。
1913年の内モンゴル解放戦争の後、内モンゴル自治区に編入される。1969年に遼寧省に編入されたが、1979年に内モンゴル自治区に再編入された。

## 行政区画
2ジュール・ゴドムジ（街道）、7バルガス（鎮）、4ソム（蘇木）、3郷を管轄
- 街道弁事処
  - ハン・ウラ・ジュール・ゴドムジ（罕烏拉街道）
  - オウ・ムレン・ジュール・ゴドムジ（欧沐淪街道）
- バルガス（鎮）
  - チャバグ・バルガス（天山鎮）
  - 天山口鎮
  - 双勝鎮
  - フント・バルガス（坤都鎮）
  - バエンフア・バルガス（巴彦花鎮）
  - ショー・バルガス（紹根鎮）
  - ジャガスタエ・バルガス（扎嘎斯台鎮）
- ソム（蘇木）
  - ハン・ソム（罕蘇木）
  - サエハンタル・ソム（賽漢塔拉蘇木）
  - バルチルド・ソム（巴拉奇如徳蘇木）
  - バエンウンドゥル・ソム（巴彦温都爾蘇木）
- 郷
  - 新民郷
  - 先峰郷
  - オラーンハダ・シャン（烏蘭哈達郷）